# Stadium (biologie)

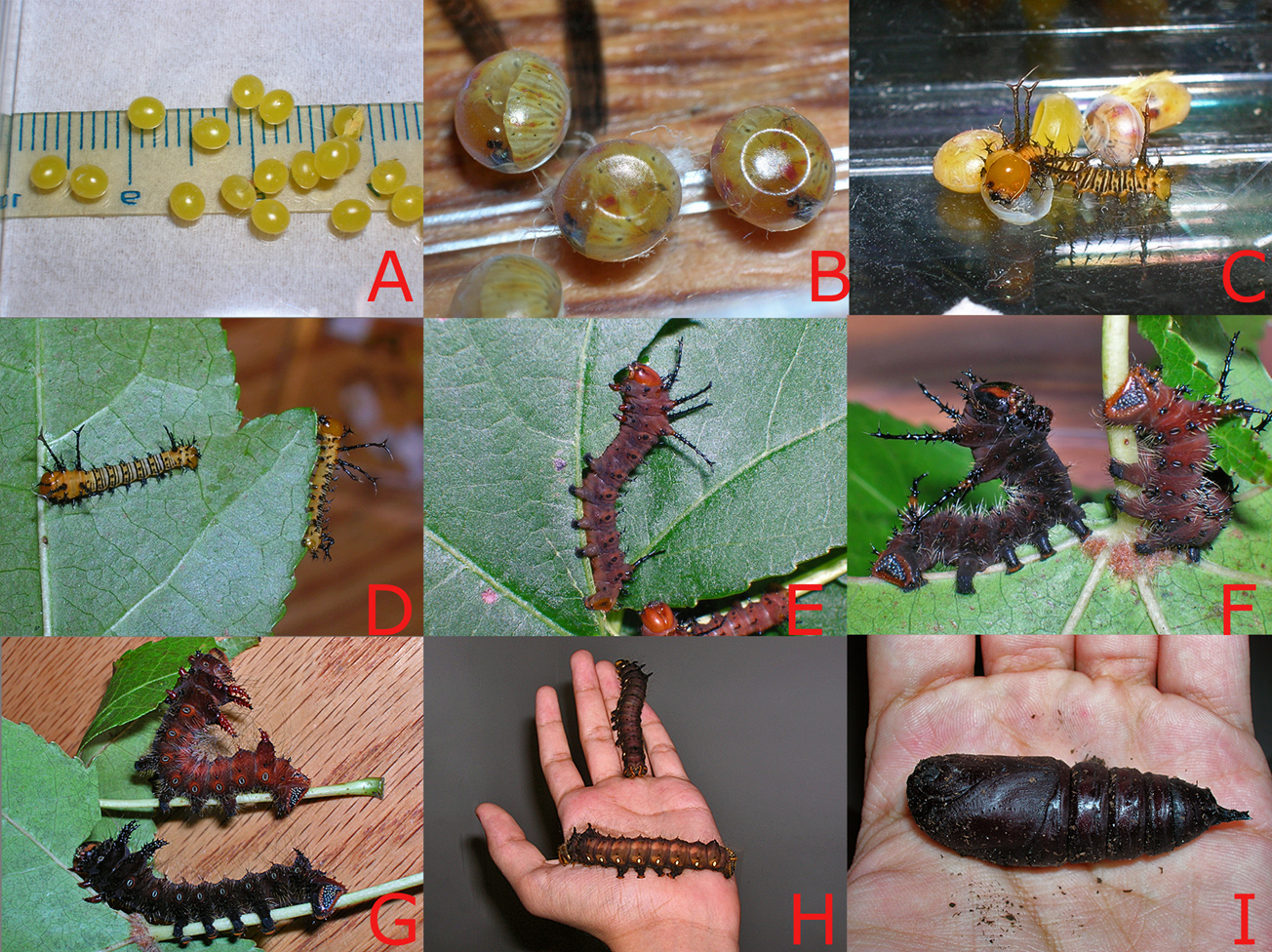
Stadia van Eacles imperialis van eerste stadium (C en D) tot pop (I)

Een stadium in de ontwikkeling van een geleedpotige, soms aangeduid met het Latijnse woord instar (meerv. instar) is de fase tussen twee vervellingen, totdat volwassenheid is bereikt. 
Geleedpotigen moeten hun exoskelet vervangen om te kunnen groeien of een nieuwe vorm te verkrijgen. Tussen verschillende stadia zijn vaak verschillen te zien in bijvoorbeeld het aantal segmenten of de lichaamsproporties, maar soms ook kleur en tekening. In de Engelstalige wereld is het de gewoonte om instar te tellen: het eerste instar is het dier zoals het uit het ei komt, en het laatste is de imago. 